# Momtschil Charisanow
Momtschil Charisanow (bulgarisch Момчил Харизанов, englisch Momchil Kharizanov; * 29. Mai 1961 in Wraza) ist ein ehemaliger bulgarischer Sprinter, der sich auf die 400-Meter-Distanz spezialisiert hat. Seinen größten sportlichen Erfolg feierte er mit dem Gewinn der Silbermedaille über 400 Meter bei den Halleneuropameisterschaften 1987 in Liévin.

## Sportliche Laufbahn
Erste internationale Erfahrungen sammelte Momtschil Charisanow vermutlich im Jahr 1981, als er bei den Balkanspielen in Sarajevo mit der bulgarischen 4-mal-400-Meter-Staffel in 3:09,54 min die Silbermedaille hinter dem jugoslawischen Team gewann. Im Jahr darauf gewann er bei den Balkanspielen in Bukarest in 3:07,22 min die Bronzemedaille hinter Jugoslawien und Griechenland und 1985 sicherte er sich bei den Balkanspielen in Stara Sagora in 3:06,50 min die Silbermedaille hinter Jugoslawien. Im Jahr darauf schied er bei den Halleneuropameisterschaften in Madrid mit 48,06 s in der Vorrunde über 400 Meter aus und im September gewann er bei den Balkanspielen in Ljubljana in 46,50 s die Bronzemedaille hinter Željko Knapić aus Jugoslawien und dem Griechen Athanassios Kalogiannis. Zudem gewann er dort mit der Staffel in 3:15,24 min die Bronzemedaille hinter Jugoslawien und Griechenland und sicherte sich im 200-Meter-Lauf in 21,19 s die Silbermedaille hinter seinem Landsmann Nikolaj Markow. 1987 gewann er bei den Halleneuropameisterschaften in Liévin in 46,89 s die Silbermedaille im Einzelbewerb hinter dem Briten Todd Bennett und anschließend schied er bei den Hallenweltmeisterschaften in Indianapolis mit 47,18 s im Halbfinale aus. Im Jahr darauf gewann er bei den Balkanspielen in Ankara in 46,43 s die Bronzemedaille hinter Ismail Mačev und Slobodan Branković aus Jugoslawien und sicherte sich im Staffelbewerb in 3:05,34 min die Silbermedaille hinter Jugoslawien. 1990 siegte er mit der Staffel in 3:12,45 min bei den Balkanspielen in Istanbul und beendete daraufhin seine aktive sportliche Karriere im Alter von 29 Jahren.
1986 wurde Charisanow bulgarischer Meister im 400-Meter-Lauf.

## Persönliche Bestleistungen
- 200 Meter: ?
- 400 Meter: 45,6 s, 13. August 1986 in Sofia
  - 400 Meter (Halle): 46,66 s, 28. Januar 1989 in Sofia